# 科学史
科學史，利用了思想史和社會史兩個面向的歷史研究方法。科學起源於對自然其功能性的實用考量以及纯粹的哲學探究。
雖然科學方法自古便不斷發展，但現代科學方法卻是始自伊斯蘭科學家，海什木在大約西元1000年左右，運用實驗的經驗法則寫出了一本關於光學的著作《光學書》。然而，現代科學方法在13世紀的歐洲由大學經院哲學的學者所發起科學革命時，方才算發展完全，到了16世紀及17世紀早期的發展高峰，現代科學方法的廣泛應用更引領了知識的全面重估。科學方法的發展被某些人（尤其是科學哲學家及實證科學家）認為是太過於基礎而重要的，認為早先對於自然的探索只不過是前科學（pre-scientific），現代科學方法才被他們認為是真正的科學。習慣上，科學史學家仍舊認定早先的科學探索也包含於廣大而充足的科學範疇之中。
數學史、科技史及哲學史則在其各自的條目中描述。數學跟科學很接近但有所區别（至少在現代的觀念上是這樣認為）。科技涉及設計有用的物件和系統的創造過程，跟尋求传统意义上的真理（empirical truth）又有所不同。哲學跟科學的不同在哲學還尋求其他的知識領域，如倫理學，即便自然科學和社會科學也都是以既定的事實作爲理論基礎。實際上這些領域都作爲外在的重要工具為其他領域所用。

## 科學史的理論與社會學
研究科學史大都在從事回答：「科學是什麽？」和「它如何運作」，以及它是否顯示出大規模的形式和趨勢。特別是科學社會學（sociology of science）專注于科學家工作的方法，尤其注重觀察在他們「產生」和「建立」科學知識时的方法。自1960年代以來，科學研究（science studies）一個共同的趨勢，就在強調科學知識的「人的成分」，而不再強調科學資料是自顯的、無關價值和前因後果的這個觀點。
在哲學上，科學的一個主要議題和其爭論焦點，正是關於理論改變這一範疇。有三個哲學家曾討論過這個題目。其一是卡爾·波普，指出科學知識是長年累月的累積，具有前進性；其二是托马斯·库恩，認為科學知識是一個范式转换（paradigm shift）的過程，而非單單是具前進性；其三是保羅·费耶阿本德，其觀點是科學知識並非長久的累積也不具前進性，而是一個類別的劃界（demarcation）。
自孔恩著作《科學革命的結構》於1962年出版以来，學界一直辯論著關於「科學」的定義和目標。通常都沒有一致答案，尤其是關於在「真實性」的概念上，更曾一度引致觀點上的衝突。

## 早期的文化
在史前時代，知識早就以口头传统的方式代代相傳。例如早在9000年前，当时文字还没出现，墨西哥南部就已经有农业种植玉米了。
同样，考古学证明天文學知识在没有文字的时代就已经存在。
文字的发展使知識能得以更忠实的传承下来。到人類踏入農業耕作的時代，剩余的食物使人类有更多的时间发展文明，而不是单纯的考虑生存。最基本、最古老的科學知識，首推天文學。
古時許多文明國家，通过简单的觀察收集天文信息，並以较为系統的方式紀錄。雖然他们並不知道这些天体的真实结构，許多關於行星和星系的自然現象，都開始有了理論上的闡釋。一些人體結構的研究開始顯現，並且開始有人觀察動物群落和植物群落的特質；同時一些煉金術的理論，也在幾個主要文明出現。

### 新月沃土的科學
早在公元3500年前，中東的幼發拉底河一帶（即今伊拉克）的人，已開始發展出一套以數學概念，紀錄自然現象的方式。但是這些觀察都只是有其他目的，而非純粹自然科學研究。舉例當時已有類似畢氏定理的數字研究紀錄，包含了一系列的數組——(3,4,5）、(5,12,13）。但這始終都未能證明這些是畢氏定律的研究。
同時在古埃及，天文學、數學和醫藥研究都開始有了雛型。幾何學被普遍應用於土地測量，如「3、4、5」直角三角形等資料紀錄，代表著古時的埃及已發展出一個實質的幾何體系。而古埃及也是地中海流域的煉金術研究中心。
《艾德溫·史密斯紙草文稿》是人類史上第一部醫學著作，由莎草紙寫成，是史上第一次文中指稱「腦」這個器官的文件，并提及腦膜、脊髓及腦脊液等等部位，可謂最早的神經外科醫學文獻。然而，尽管古埃及有一些有效的医学实践，但另外也有无效的甚至是伤害性的实践。例如，医学历史学家认为，古埃及的药理学大部分是无效的。然而，他们使用检查、诊断、治疗、预测等治疗疾病的方法，这是科学的经验主义开始，同时对于经验主义的发展有深远的意义。

### 古典時期的科學

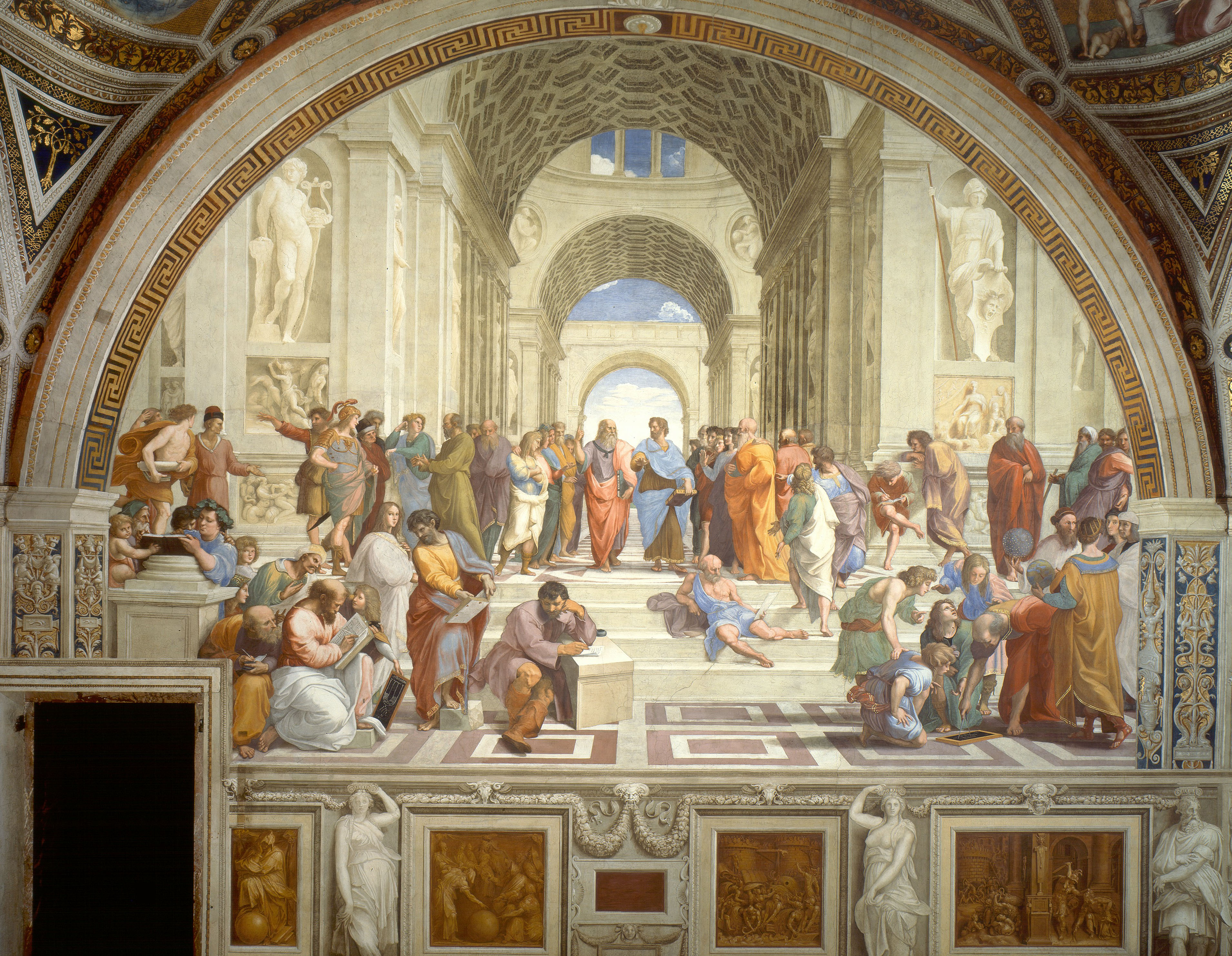
拉斐尔所画的雅典學院 (畫作)

在古典時期，面對著一些實際性問題的解決，包括編製曆法和疾病治療，純粹的自然科學研究慢慢開始興起。當時從事科學研究的人，通常不被稱作「科學家」，而被視為科學上的哲學家。
最早期的科學哲學家起源於古希臘，一般称他们为前苏格拉底哲学家。他们对于神话中问题：「宇宙是從何而來？」提供了完整的回答。哲学家泰勒斯（前640-546年），又被称为“科学之父”，是第一个尝试用理性思维来解释自然现象，如陆地浮在水上及地震是由水面搅动引起的（而不是海神引起的）。他的学生毕达哥拉斯创立了毕达哥拉斯主义，他对数学的原理进行了研究，并且是第一个提出大地是球体。留基伯率先提出了原子论，认为每一种事物都是由原子所组成的，其后由他的学生德谟克利特发扬光大。

阿基米德使用穷竭法估算π值

其後以柏拉圖和亞里士多德等為首的後起者，相繼出版了首批的自然哲學著作。他们发展的演绎推理对后来的科学研究起重要作用。柏拉圖于前387年建立了柏拉图学院，許多古希臘哲學名士曾受教於此。他的学生亞里士多德提出的经验主义认为，一起宇宙真理都可以通过观察和归纳得到，这就是科学方法的基础。，亞里士多德的理论及著作对伊斯兰世界及欧洲有深远的影响，虽然有一些理論在科学革命中推翻，但卻為後世的科學探索，奠下重要基礎。
在這段期間，不同形式和類型的科學，都開始有個雛型。這包括了動物學、植物學、天文學等等；而一些像物理和數學的簡單理論，也開始出現。最典型的例子，首推畢達哥拉斯發表的畢氏定理；阿基米德發現了「槓桿原理」和「力矩」的觀念。

### 印度的科學

古印度在早期冶金学中处于领先地位，用锻铁建造的德里铁柱就是证据之一。

#### 数学
印度次大陆的数学知识最早出现在印度河流域文明（公元前4000年-前3000年）。这个文明中的人考虑到砖体结构的稳定性，以4:2:1的比例制造砖。他们也尝试以高精度标准化长度测量。他们设计了一种分成10等份的尺“摩亨佐-达罗尺”，长度大约3.4公分。古代摩亨佐-达罗的砖的规格一般是这种单位的整数倍。
印度天文学家、数学家阿耶波多（476-550）在他的《阿耶波多曆書》中使用了一些三角函数（如正弦，正矢和余弦），三角表和技术，以及代数的运算法则。
628年，婆羅摩笈多提出地球引力是一种引力。他还普及了数学中一个非常重要的概念：0，同时0也作为十进制的字符，并跟随印度-阿拉伯数字系统沿用到现在。这两本天文学书籍的阿拉伯语翻译版很快就传到伊斯兰世界，随后在9世纪在伊斯兰世界演变成阿拉伯数字。14到16世纪，印度的天文学及数学上有明显的进步，如三角学与数学分析。特别是桑佳马格拉马的马德哈瓦被认为是“数学分析的创始人”。

#### 天文学
印度的宗教典籍吠陀经是第一部记载天文学概念的书。古印度人把一年分成12个月，一个月为30日，所余差额则用闰月来弥补。尼拉坎撒·萨马亚吉的天文学论著坦特罗概要与第谷·布拉赫的第谷系统相似，直到17世纪的开普勒时代前是最精确的天文模型。

#### 医学
从新石器时代的遗迹中（现在的巴基斯坦）发现一些早期的农业文化。阿育吠陀是起源于公元前2500年古印度的传统医学，而现代则以替代醫學的一种形式在世界上使用。古代印度人已经有比较丰富的药材知识，并且把药品制成各种药剂服用。特别是他们还认识到水有治病的功效。

#### 冶金学
古印度发明了伍兹钢、坩埚钢与不锈钢并广泛传入地中海地区。老普林尼称之为“ferrum indicum”（印度铁）。罗马帝国一直很重视印度伍兹钢，并认为这是最好的。到中世纪传入叙利亚，并用作生产特殊工艺的大馬士革鋼。

1281年蒙古帝国侵略日本时使用的中国火药。

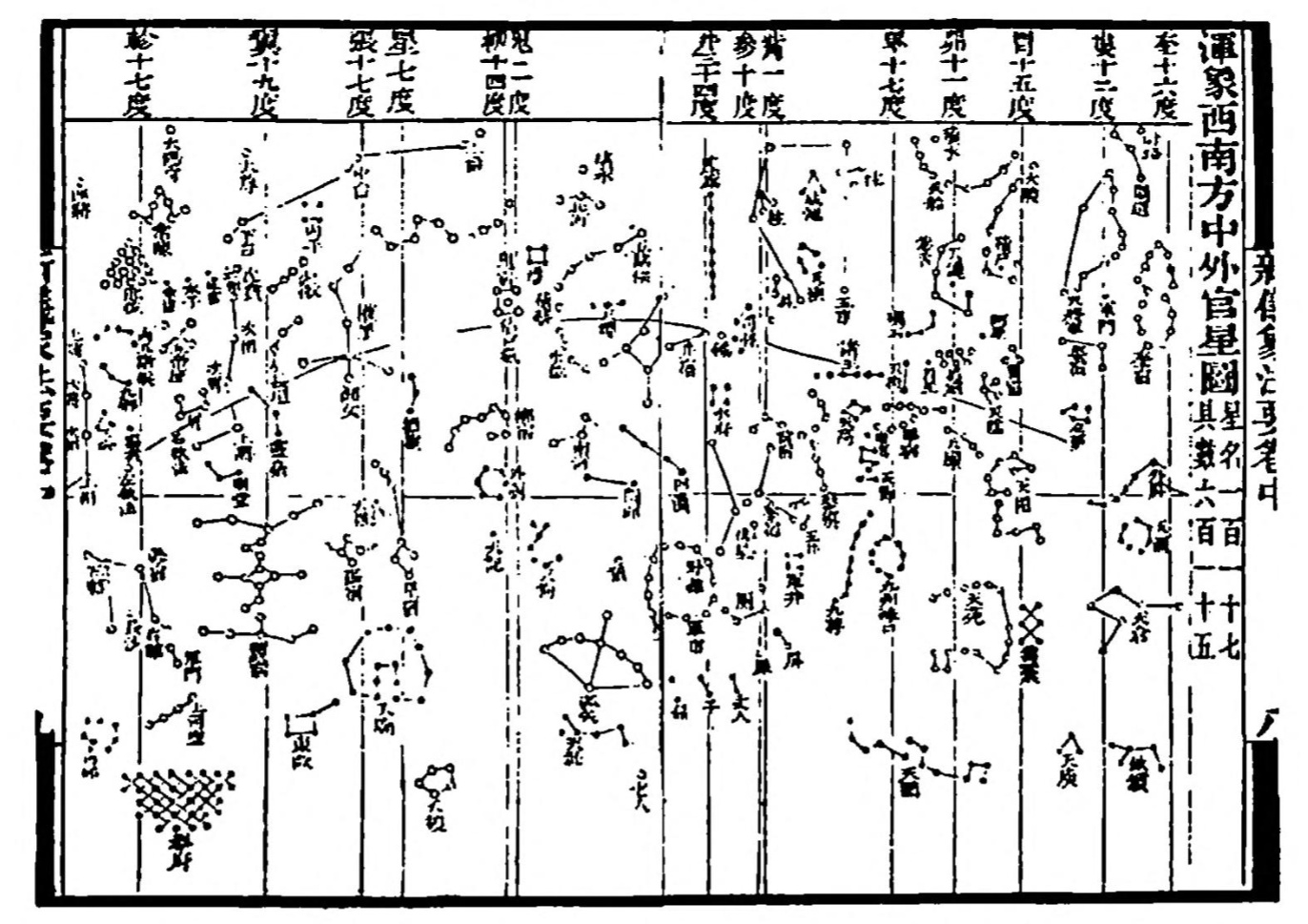
蘇頌的《新儀象法要》中的星图（1092年）

### 中國的科學
主流学术权威认为，中国的科学传统，与渊源于古希腊、古罗马的欧陆科学，以及伊斯兰世界的科学，是各自独立发展。中国科学萌芽于先秦时期，受到当时的哲学家中注重逻辑思辩、认识论及几何学研究的墨家，以及重视辩论的名家所启蒙。汉代造纸术的普及提供了条件，使前人的科学思想知识及辩证，通过纸张保存了下来，后人得以前人的科学著作为蓝本作改良，或通过辩证后推翻，形成一套经验主义科学传统。至隋唐及宋朝时，中国的科学曾长时期高据世界领先地位。然而由于近代历史原因，许多古中国科学著作或失传或流失海外，均不利于中国科学史的发掘整理。

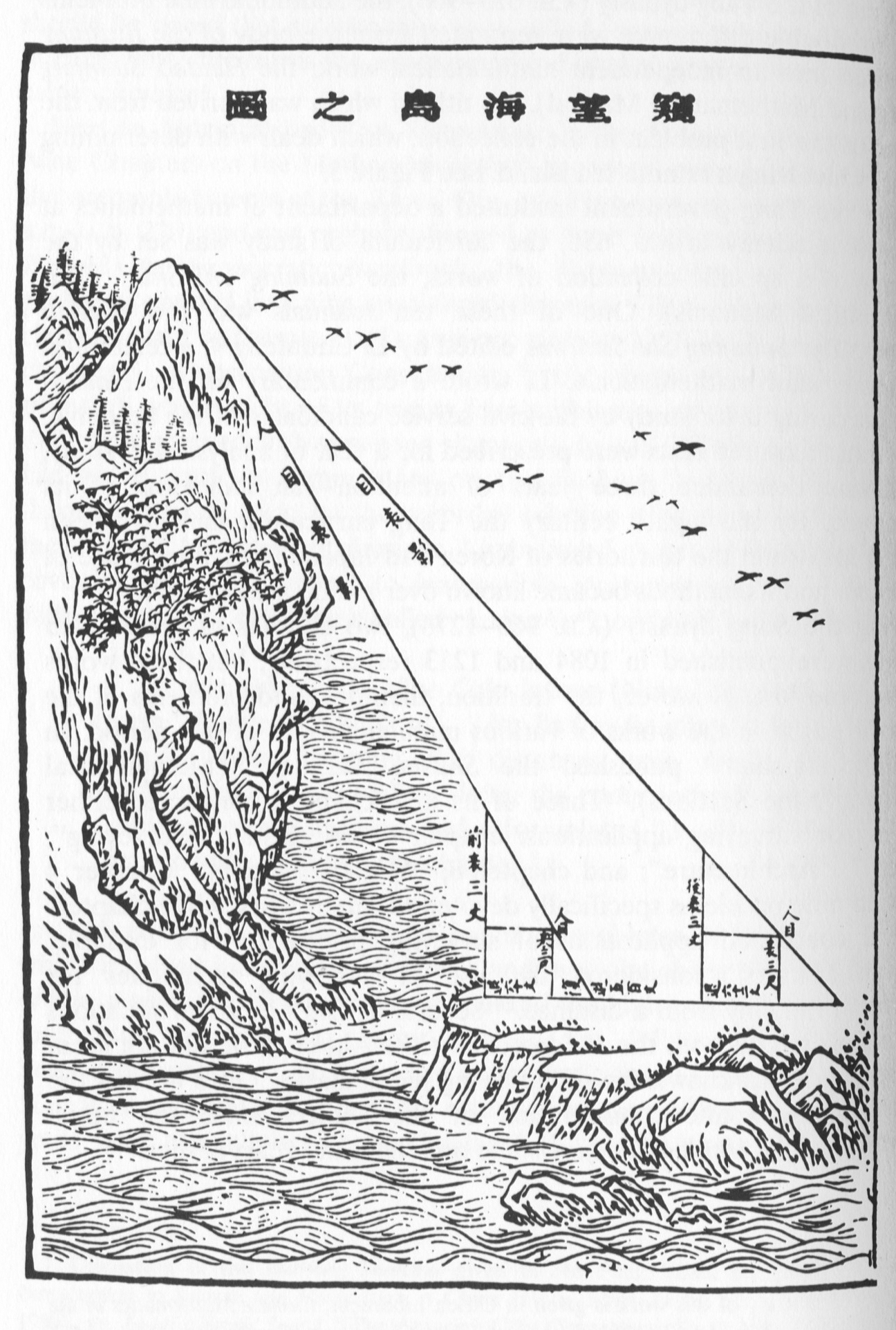
刘徽的窥望海岛之图

现时可考证到的古中国科学著作，以及相关的古代著作数量庞大，涵盖科学数个主要分支：数学、医学、自然科学、建筑及工程学，又有其他次分支，包括农学、航海学、心理学、地图学及物候学等多个学科内容。系统化地记载了当时的科学知识及技术的发现及发明，包括了算术、草药应用、活字印刷、建筑及铸造术、机械构造法、观星导航术及地图制作。其中较为著名的中国科学著作有刘徽的数学著作《海岛算经》，記載了四次重差观测术的發明；南北朝数学家祖冲之著有的《缀术》，准确估算圆周率，該書後來東传至朝鲜、日本；唐代王孝通的《缉古算经》；金朝数学家李冶的《测圆海镜》；元代数学家朱世杰的《四元玉鉴》；明代数学家王文素的《算学宝鉴》；数学家程大位的珠算理论著作《直指算法统宗》；数学家李之藻的《同文算指》；数学家朱载堉著有的《律吕精义》，发明了十二平均律。
医学方面有张仲景的医学临床著作《伤寒杂病论》；隋朝医学家巢元方的外科手术著作《诸病源候论》；明朝医药学家李时珍的《本草纲目》；明代医学家吴有性的温病学派著作《瘟疫论》，为中国最早有关传染病研究的著作。另外有明代茅元仪的军事书籍《武备志》，记载有当时的兵器发明；明代学者屠本畯又著成中国现存最早的海洋生物专著《闽中海错疏》；清代数学家李善兰发明了对数微积分，并在组合恒等式方面提出李善兰恒等式，发表了《考数根法》，是质数论方面最早的著作。隋朝时又兴博物学，出现为数不少的地方志（或称图志、图经）。著有《诸郡物产土俗记》、《区宇图志》与《诸州图经集》，风俗物产图《物产土俗记》及《区宇图志》，开中国编撰一统志之先河。朗蔚之采各地所上图经，纂成《隋诸州图经集》二百卷。裴矩写成《西域图记》，记载自敦煌通中亚诸国直至地中海的三条丝路。
中国科学及数学的传统造就了农业、纺织及手工业、铸造工业、商业及兵器的技术发展，并衍生出各种发明品。其中科學家沈括發明了指南針，此外他還發現了真北的概念，改進了天文觀測用的日規、渾天儀、瞄準管和水鐘以及描述了如何使用乾船塢來修理船隻；設計出了一套地形學理論，以及區域氣候隨時間漸變的理論；沈括的同期的科學家蘇頌創製了星圖的天球圖集，寫過跟植物學、動物學、礦物學及冶金學相關的製藥專著，及於1088年在開封市建過一座大型天文鐘樓。為操作最高處的渾天儀，他的鐘樓配備了擒縱器裝置，這裝置世界已知最古老的環狀動力傳輸的鏈傳輸裝置。兵器方面有十四世纪末发明的热兵器“神火飞鸦”；十六世纪中叶发明的火箭“火龙出水”；1580年军事家戚继光发明的地雷“自犯钢轮火”。周代发明的筹算，促成了印度阿拉伯的数字体系，而中国的造纸、纺织等技术在751年的怛罗斯战役之后传入阿拉伯帝国，之后在十二世纪传入西班牙，到十三世纪传入意大利，到十四世纪初叶传遍整个欧洲。有关中国古代科学研究的证据，可见于汉代大司农耿寿昌发明的浑象；唐代天文学家僧一行对子午线长度的测量；明代数学家朱载堉发明的累黍定尺法，精确计算出北京的地理位置及地磁偏角，又计算出回归年长度和水银的比重，均是著名的经验主义科学研究例子。晋代医学家葛洪《抱朴子‧博喻》曰：“学而不思， 则疑阂实繁；讲而不精，则长惑丧功。”，道出了古代中国学者对辩证及实验重要性的认知。
至近代，中国科学渐见没落，经历了一段再启蒙时期，欧洲列强的科学传统及成果传到中国。在清末的洋务运动主张“中体西用”。以中国传统的思想、文化及制度为基础，引进西方先进的科学技术，是为“中学为体，西学为用”。洋务运动的拥护者冯桂芬主张接受欧美思想为主的学术，提出“以中国之伦常名教为原本，辅以诸国富强之术”的主张。至廿一世纪，随着现代中国工业的快速发展和经济的迅速增长，中国科学才见起色。

## 中世紀
自古羅馬帝國崩潰後，歐洲踏入中世紀。亚历山大图书馆从罗马统治期间被摧毁后，在642年穆斯林征服埃及后，再一次被摧毁。 拜占庭帝国還是學術中心，如君士坦丁堡，而西欧学术则集中于修道院，一直到12到13世纪的中世纪大学发展才有所转变。修道院学校的课程包括研究少数允许的古籍和医学方面的新尝试。
与此同时，希腊哲学已经在中东世界的阿拉伯帝国获得了一定支持。在7至8世纪间，伊斯兰教蓬勃发展，使穆斯林学术研究迎来伊斯蘭黃金時代，并延续到15世纪。其中原因有以下几个：中东通行的阿拉伯语使各国的科学技术交流得以无障碍地进行下去。从拜占廷帝国得到的希腊和罗马科技文章与印度传来的研究成果为中东的科技研究提供了一个完整的根基。麦加朝圣也给了全伊斯兰世界的科技学者们合作交流的机会。

### 伊斯蘭的科學

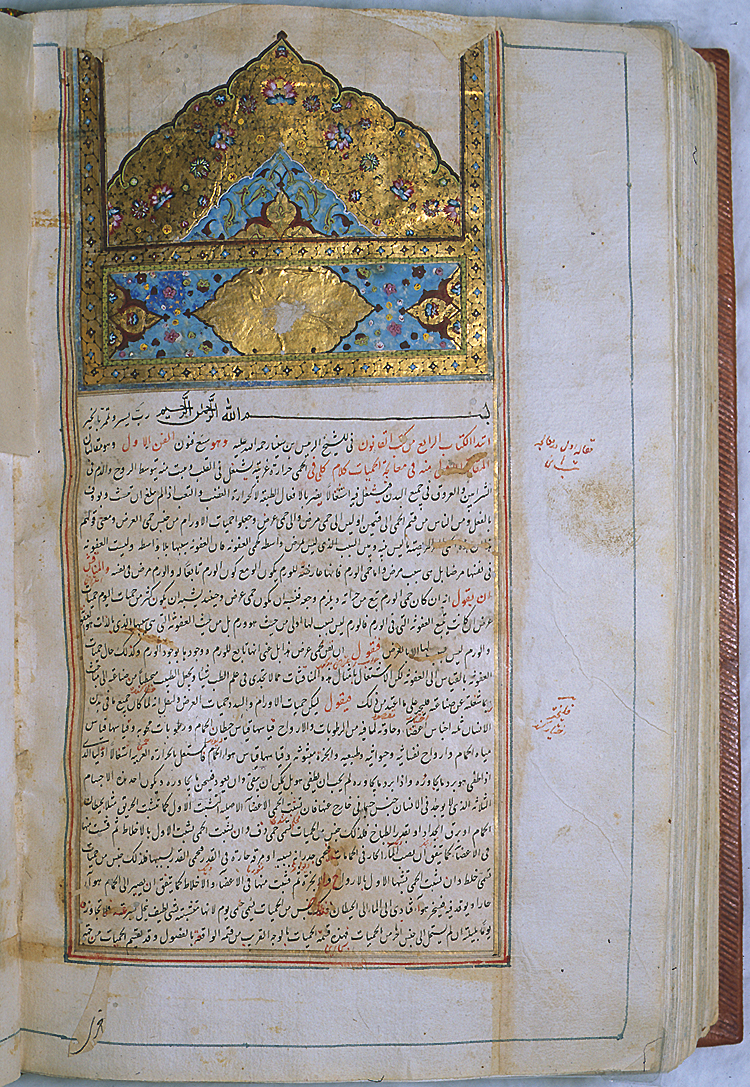
15世纪时的伊斯兰医学文章

伊斯兰科学家对实验的重视远超过希腊人。海什木開創了對實驗物理學的研究，他是現代光學的開拓者，其著作《光學書》倡議實驗科學方法。
科學方法最重要的發展是實驗及量化的應用。海什木是首位採用科學方法的人，被視為「第一位科學家」。
波斯数学家花拉子密在数学上作出了杰出的贡献。现在通行的“算法”（Algorithm）即是从他的名字演变而来。“代数学”（Algebra）一词则是由他的一本著作“al-jabr”演变而来的。
比魯尼是第一位詳盡闡述天體現象實驗及從語義上區分天文學與占星學的學者。天文學家運用實驗觀察和實驗技術去觀測天文。海什木發現天球並非固體及高空的密度較低空為低，他和伊本·沙提爾（Ibn al-Shatir）將自然哲學從天文學拆分出來。海什木又和穆艾葉德丁·烏爾迪（Mo'ayyeduddin Urdi）構造了第一個非托密斯模型。伊本·沙提爾以實驗為依據，而不以哲學為依據來駁斥托密斯模型。納西爾丁·圖西及阿里·古什吉（Ali al-Qushji）首次以實驗觀察來證明地球自轉，還有比里安迪（Al-Birjandi）的早期「圓慣性」原理。多位穆斯林天文學家也推測地球沿其軸心自轉，並提出日心說的假說。眾所周知，在以太陽為中心的背景下，尼古拉·哥白尼在《天體運行論》裡提出的哥白尼日心模型（Copernican heliocentric model）是取自伊本·沙提爾及馬拉蓋學派的地心說，哥白尼所主張的地球自轉與納西爾丁·圖西及阿里·古什吉的觀點近似。
阿拉伯炼金术虽然严格地说不算是科学，但是其主要思想影响了罗杰·培根，使他发明了实验理论。阿拉伯炼金术也对艾萨克·牛顿有很大影响。
伊斯蘭黃金時代其他的一些知名科學家包括法拉比、比魯尼（最早的人類學家及大地測量學的開創者）、納西爾丁·圖西、伊本·赫勒敦（被視為社會科學一些範疇的開創者，如人口學、經濟學、文化史、歷史學及社會學）。

### 從十二世紀復興的歐洲科學

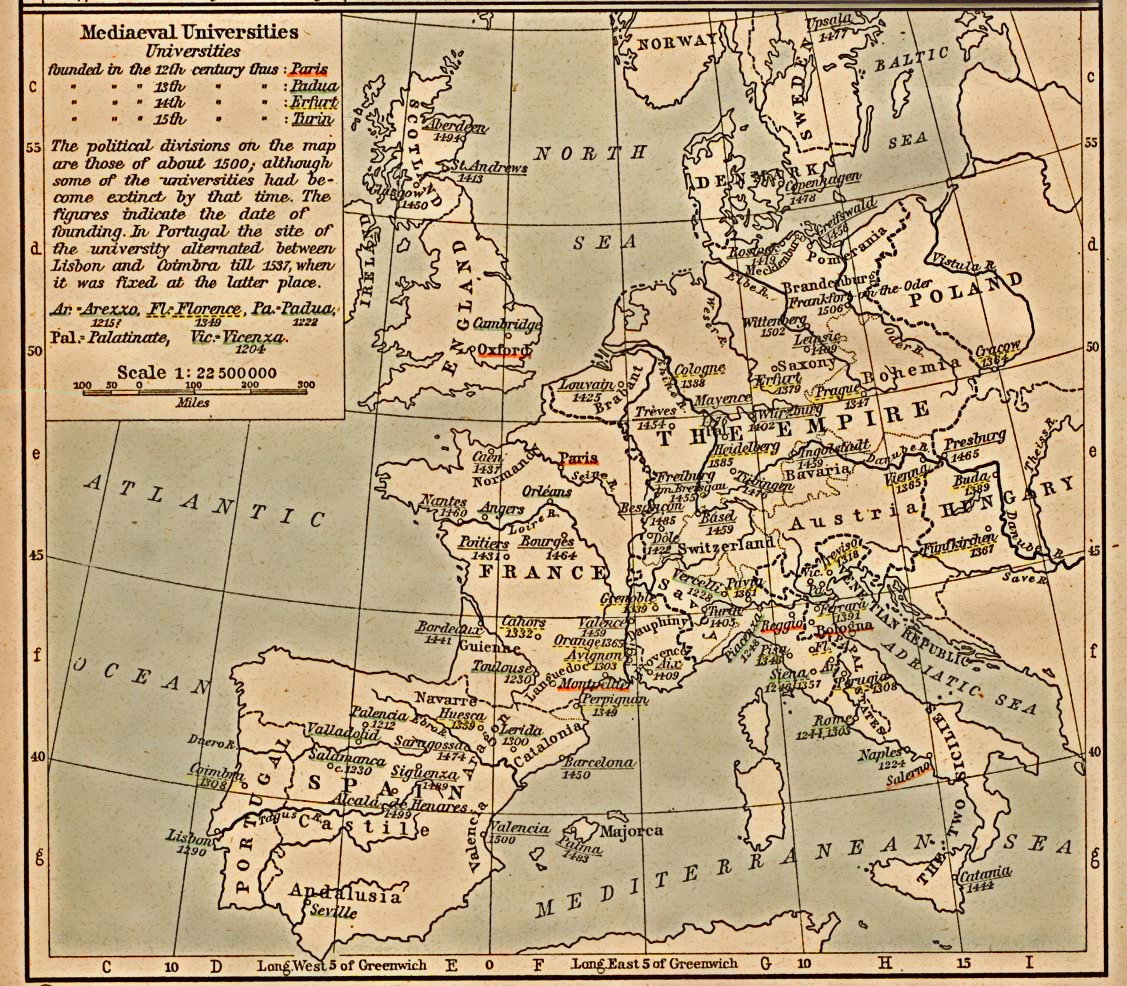
中世纪大学分佈地圖

十二世紀歐洲出現了中世紀大學，標誌著知識界在歐洲復興。同時十字軍東征使歐洲開始與伊斯蘭世界接觸。頻繁的通商容許了文化的交流，令教廷在知識上壟斷地位，受到前所未有的衝擊。舉例十二世紀意大利旅行家馬可波羅到中國旅遊，並在回國後著有《馬可波羅遊記》，使歐洲人的眼界有所擴闊。
種種因素都助長了文藝復興的興起。城市在意大利崛起，住有大量新資產階級。他們都信奉新柏拉圖主義，希望擺脫宗教禁欲主義的束縛，大力保護藝術家對世俗生活的描繪。與此同時聖方濟各會的宗教激進主義，力圖摒棄正統宗教的經院哲學，歌頌自然的美和人的精神價值。這時羅馬教廷也在走向腐敗，歷屆教宗的享樂規模，比一般民眾還要厲害。他們也在保護藝術家，允許藝術偏離正統的宗教教條。哲學、科學都在逐漸地在比較寬鬆的氣氛中發展，也醞釀著宗教改革的前奏。
這段期間最為明顯的變化乃天文學。當時教廷強調「天動說」，認為太陽是圍繞著地球旋轉。波蘭人哥白尼是第一位提出太陽為中心——日心說的歐洲天文學家，一般認為他寫作的《天體運行論》是現代天文學的起步點。其後經意大利科學家伽利略的提倡，「地動說」開始傳播甚廣，進而導致教廷把其軟禁。
這時的科學發展乃自古希臘以來最為發達，其發達程度甚至超越了古希臘時代。如伽利略便最先使用科學實驗和數學分析的方法研究力學。他認為選擇得當的數學證明，可以用來探索任何牽涉到定量性的問題。同時期的开普勒除了在天文上提出了嶄新的見解外，還首度以幾何概念發展出光學概念。

## 科學革命

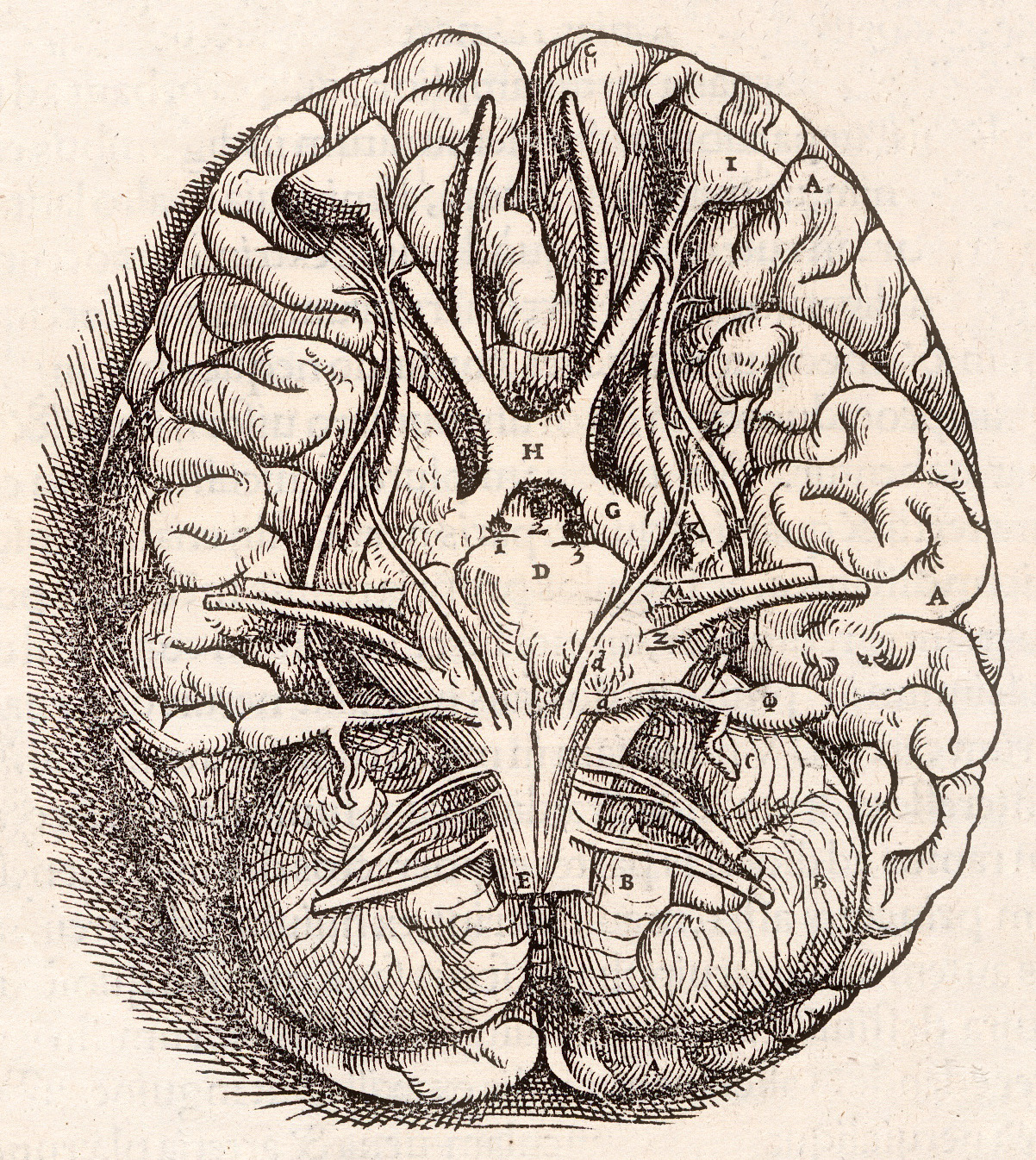
維賽留斯人體解剖實驗

文藝復興使歐洲知識界重視生機，不但天文學、數學、物理學，包括化學、生物、醫藥等領域都有創新見解。其對科學所產生的影響力，至今仍非常深遠。大多科學史專家都認為十四至十八世紀乃科學革命的年代。其中部分更認為自哥白尼於1543年出版著作《天體運行論》開始，歐洲已踏入科學革命時代。
在這段時期的科學思想家包括：

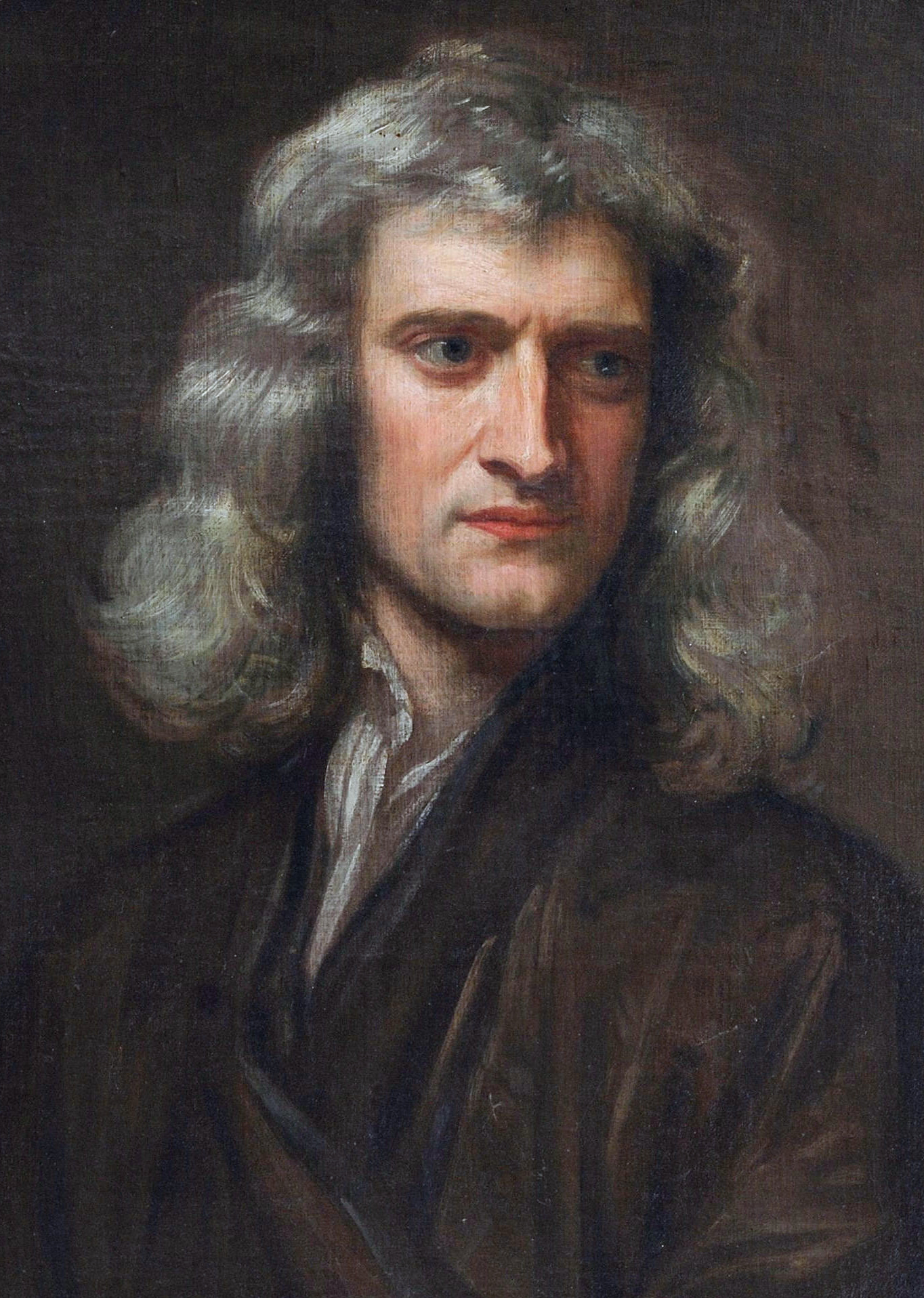
艾薩克·牛頓

- 安德烈·維賽留斯：1543年出版了《人體構造》，解釋了血液在人體內循環的過程，還從解剖屍體組裝了第一副人類骨架。
- 威廉·吉爾伯特：1600年出版了《論磁石》，是物理學史上第一部系統闡述磁學的專著。
- 第谷·布拉赫：對十六世紀末期所認知的星體進行了詳細並且準確的觀測，為開普勒的研究提供了基本數據。
- 弗蘭西斯·培根：通過分析和確定科學的一般方法和表明其應用方式，給予新科學運動以發展的動力和方向。
- 威廉·哈維：通過解剖等手段展示了血液的循環。
- 勒奈·笛卡爾：演繹推理的先驅，1637年出版了《方法論》。
- 安東·范·列文霍克：建造了高清晰度的單顯微鏡，研究了毛細管循環和肌肉纖維。他觀察了血球、精子與細菌，並繪出了它們的形象。於1683年發現了細菌。
- 艾薩克·牛頓：1687年7月5日發表的《自然哲學的數學原理》，提出的萬有引力定律以及牛頓運動定律，是經典力學的基石。牛頓還和萊布尼茨各自獨立地發明了微積分。

## 現代科學
科學革命使世界科學推上了一個前所未有的巔峰。它使科學知識內容大大擴充，而絕大多數都是今日研習科學者必須認識到的知識，例如地動說和牛頓運動定律等等。到了十九世紀，科學研究已變得相當具系統，並分成不同派別，一直延至二十世紀。

### 自然科學

擴張中宇宙圖解

#### 物理學
在物理史上，科學革命乃古希臘時代科學哲學和古典物理的分水嶺。波蘭人哥白尼首先以日心說否定了過去人們一直深信不疑的天動說。其後德國人開普勒也發展出其行星運行的模型，提出行星乃按其軌跡而圍繞著太陽運行。同時意大利人伽利略除不斷強調其地動說外，還發展出多項基本的力學理論。

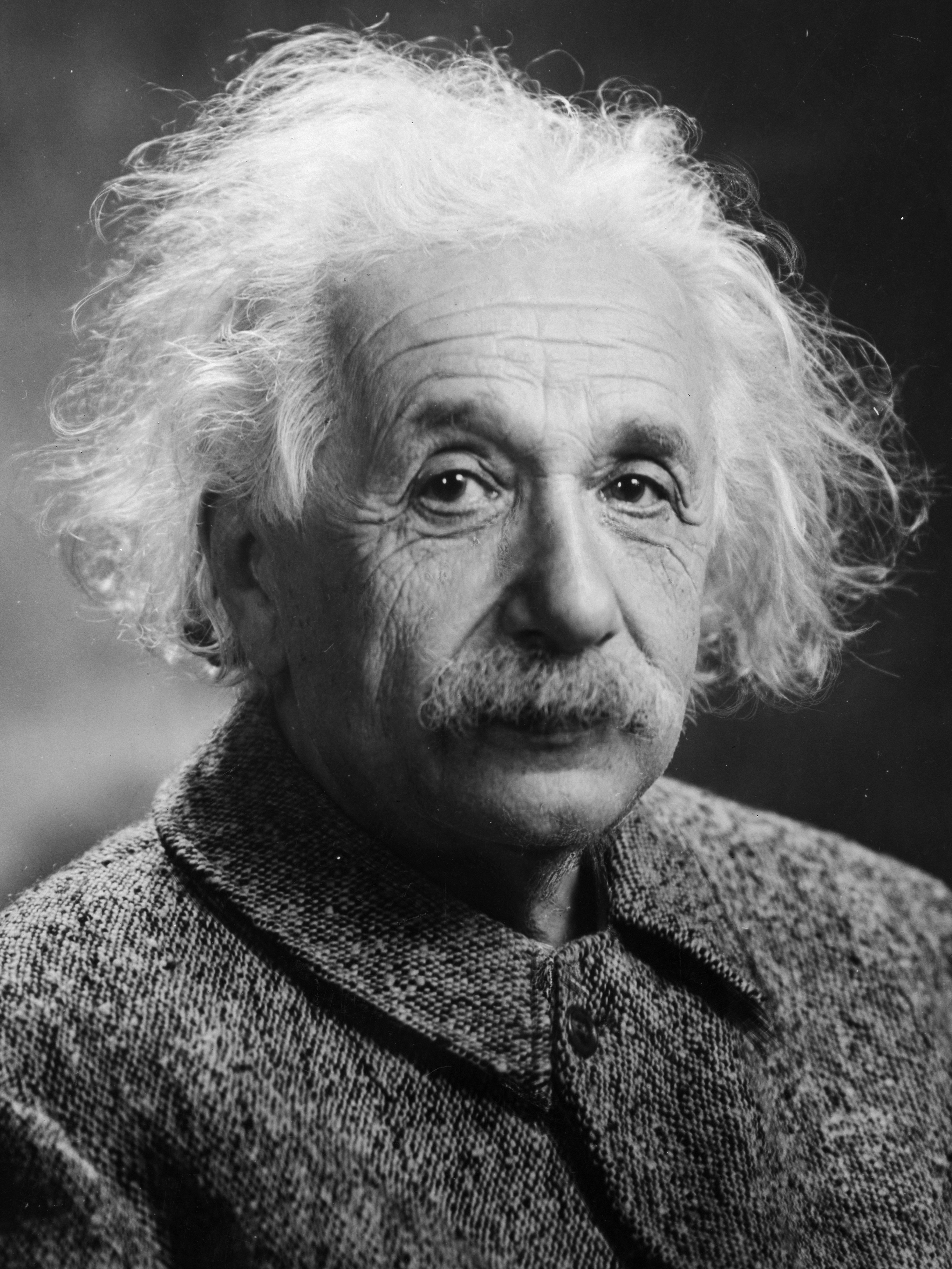
愛因斯坦

到了1687年，英國人牛頓出版了《自然哲學的數學原理》，詳細地說明了兩個既複雜又成功的物理理論：牛頓運動定律和萬有引力定律，皆建立了古典力學的根基。電子和磁力的研究以英國人法拉第和德國人歐姆為首，時為十九世紀。

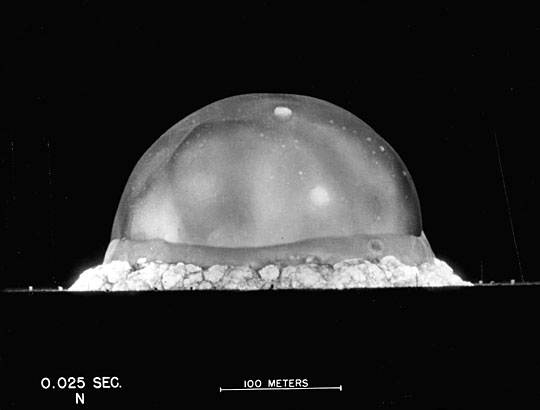
原子彈的發明標誌著物理學又一巔峰

二十世紀初的物理學也出現了革命性變化，代表者為愛因斯坦。他於1905年發表了四篇劃時代的論文，分別為：《關於光的產生和轉化的一個啟發性觀點》、《根據分子運動論研究靜止液體中懸浮微粒的運動》、《論運動物體的電動力學》、《物體慣性與其所含能量有關嗎？》，隨後導出了E = mc²的公式。這被統稱作相對論，主要是對牛頓力學的概念作出了修正。這對物理學也影響深遠，因為愛因斯坦的理論，根本性地修訂了過往科學界深信的知識，時到今天仍然備受討論。
二次大戰期間出現了更多發明。這包括了雷達和原子彈。這些技術日後皆被各國政府用作軍事上，對日後的軍事技術產生深遠影響。

#### 化學
現代化學的歷史在科學革命年代，早已由煉金術轉化到現代化學領域。1661年愛爾蘭人波義耳發現了氣體定律。其後法國人拉瓦錫更有前瞻性理論──對過去人們深信不疑的燃素說作出全面否定；倡導質量守恆定律，指出物質作轉化時其質量不變。同時他還推論，動物的呼吸實質上是緩慢氧化。
踏入十九世紀，又有英國人道爾頓確立了「物質是由粒子組成」的理論。1869年俄羅斯人門得列夫編製了元素週期表，把物質中數十個元素列舉出來。這兩人的研究對日後也影響深遠，前者為日後的粒子理論奠下基礎；後者則成為了化學的基本知識。今日的化學教科書，都少不了元素週期表。

#### 地質學
遠在十一世紀，中國的科學家沈括已率先提出了地形結構的原理。他從原油的產地觀察，認為原油產地過去乃海洋一片，後因地形轉化，使部分物質轉化為原油。

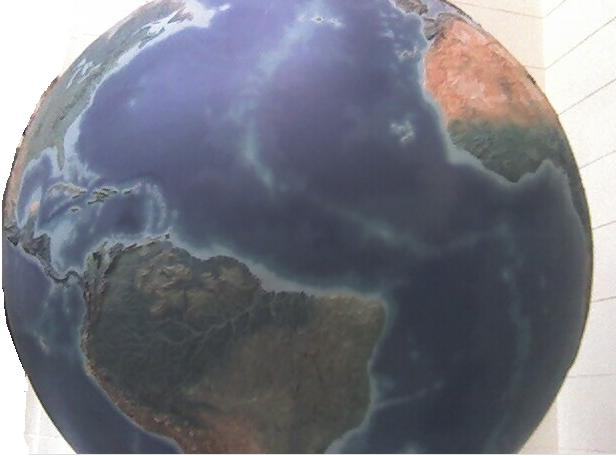
板塊學說，描述了地球面貌的形成

而在西歐，學界一直相信泰奧弗拉斯托斯對岩石的解說，一直到科學革命為止。1700年，兩位法國人簡恩-艾田·古德達和尼可拉斯·德斯馬拉特在法國中部行山，並把他們觀察紀錄成一地圖。前者記錄了首個火山的觀察。1788年詹姆斯·赫頓出版其著作《地球的理論》，其理論被稱作均變學說。
1811年兩位法國動物學家喬治·居維葉和亞歷山大·布隆尼亞爾出版了一著作，從他們在巴黎發現的大象化石，闡述了他們對地球結構的看法。這個觀點後來成為地層學的重要理論基礎。而英國人查理斯·萊爾的《地質學原理》更把詹姆士‧赫頓觀點進一步強化，影響日後達爾文的演化論。
到了二十世紀，地質學更有革命性看法。以韋格納為代表的「板塊構造理論」，把地球外殼由板塊組成的觀點進一步擴大。

#### 天文學
天文在科學革命以降受到光學儀器漸發達影響，也可圈可點。1801年穀神星被發現；1846年海王星也被發現。
二十世紀中來自美國的喬治·伽莫夫、拉爾夫·阿爾菲、羅伯特·赫爾曼，通過計算推論出有證據顯示，宇宙間曾有大爆炸的痕跡。這些證據被視為計算宇宙歷史的基礎。
其後六十年代美國和蘇聯開始進太空科技競賽，計有1961年蘇聯派出世界第一個太空人加加林登上太空；後美國也派出岩士唐等太空人升空，歷史性地首次登陸月球。其後各項太空發明相繼面世，包括人造衛星、火箭和穿梭機等等。

#### 生物學、醫學和遺傳學

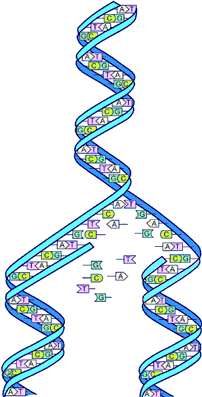
DNA複製

1847年匈牙利物理學家伊格納茲·塞麥爾維斯戲劇性地發現減低孕婦患上產後熱機會的技術──在孕婦生產時協助她們清洗頭部。提前了微生物致病論的發現，不過斯姆威爾茲的發現在當時並未受到重視。直到1865年，由英國外科醫師約瑟夫·李斯特證實了消毒法之後，微生物致病論才得以應用。李斯特的研究是基於法國生物學家路易·巴斯德的重要發現，巴斯德連結了疾病與微生物的關係，造成醫學的革命。此外他在1880年所生產的狂犬病疫苗，使預防醫學上的重要方法誕生。巴斯德發明了一種稱為巴斯德殺菌法的技術，防止疾病經由牛奶或食物傳遞。
1859年，英國博物學家查爾斯·達爾文在《物種起源》中，首先提出了以自然選擇為主的演化理論，這可能是科學上最為顯著，且影響深遠的一個理論。達爾文提出各種不同的動物，是經歷了長時間的自然進程之後成形，甚至連人類也是如此演化而來的生物。演化論引起了社會上的反對和支持聲浪，並深切地影響了大眾對於「人類在宇宙中的地位」之理解。到了20世紀早期的1900年代，奧地利僧侶格里哥·孟德爾在1866年所發展的遺傳定律被重新發現，之後遺傳成為了主要的研究對象。孟德爾定律是遺傳學研究的起始關鍵，此學門也成為科學與產業上的主要研究領域之一。1953年，詹姆斯·沃森、佛朗西斯·克里克和罗莎琳·富兰克林闡明了DNA，也就是使所有生物型態得以表現的遺傳物質的基本結構。到了20世紀晚期，遺傳工程的可能性，使首次的大規模國際性計畫，也就是解開人類的整個基因組的人類基因組計畫在1990年代展開。此研究結果在分子生物学和醫學上有相當大的利用價值。

#### 生態學

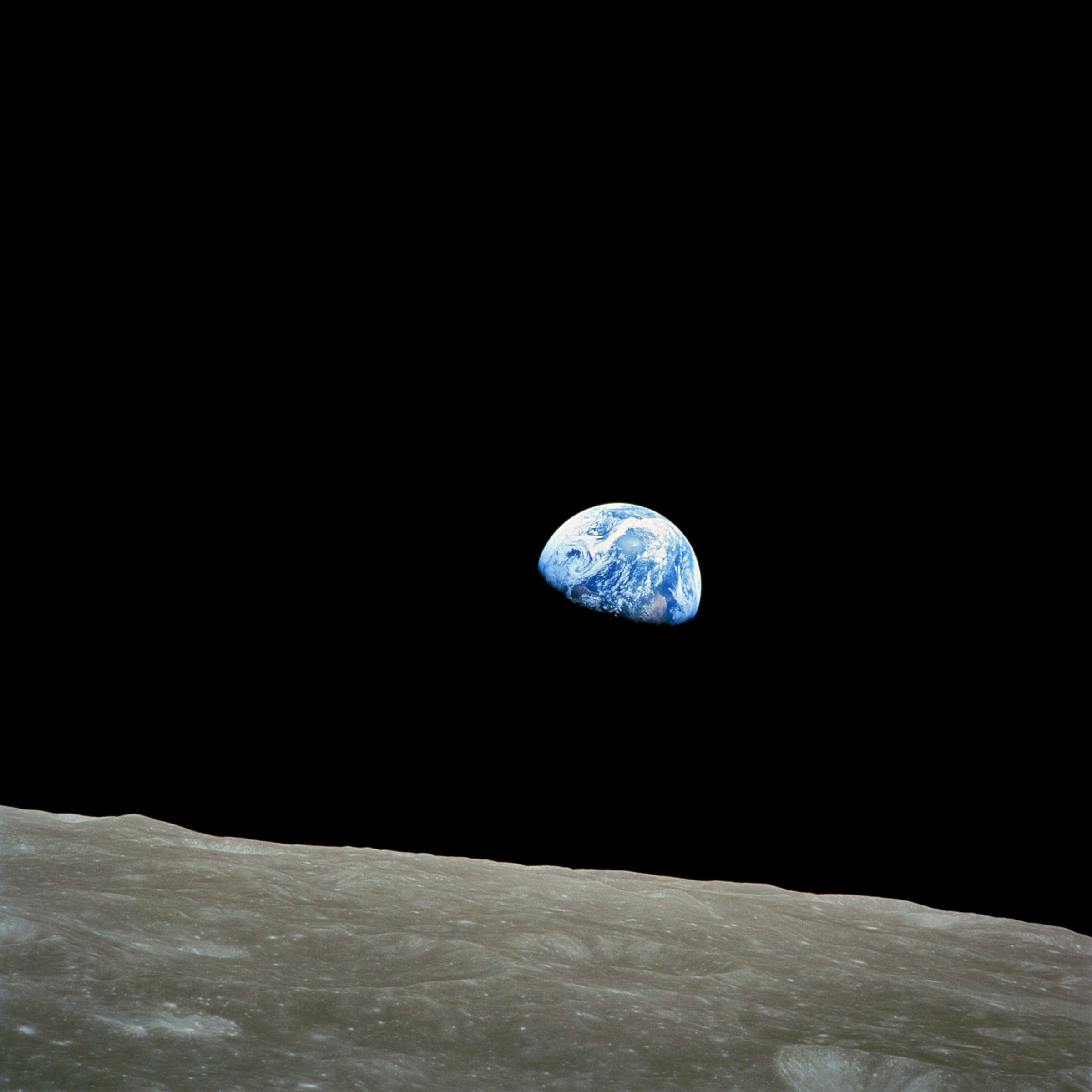
NASA阿波羅8號所拍攝，月球上所見的地球樣貌。從此照片可見自然資源在地球對生物的豐富，以及在月球上的缺乏。

生態學學科的起源，一般可追溯到19世紀末到20世紀初，達爾文演化論與洪堡生物地理學的融合。此外，微生物學與土壤科學對於生態學的開端也相當重要，尤其是路易·巴斯德與費迪南·科恩的生命週期概念。「生態學」（ecology）一詞是由恩斯特·海克爾所鑄造，主要是以整體觀點（以及達爾文理論的輔助）來研究自然界，對於是生態學思想的散佈相當重要。1930年代，亞瑟·譚斯雷與其他人開始發展生態系生態學領域，統合了實驗性質的土壤科學，以及田野生物學的生理能量概念與研究方法。20世紀的環境保護主義與生態學有密切的聯繫，1960年代的蓋亞假說，以及較晚近的深生態學上的科學-宗教運動，使兩者關係更為密切。

### 社會科學

#### 政治科學
对政治的研究最早可见于西方文化中的古希腊，政治学是在社会科学出现后方产生的术语。然而，这门学科确有一系列先驱，如伦理学、政治哲学、政治经济学、历史学等等，以及有关理想化的政府所应具备的特征和运作方式的探究。在每个历史阶段和每个地区，都可以找到研究政治和试图不断增进对政治理解的人物。
政治学研究可以溯源到柏拉图和亚里士多德以前的荷马、赫西俄德、修昔底德、色诺芬和欧里庇得斯的著作。后来，柏拉图研究了政治系统，他将以往的文学和历史角度的分析抽象化，使用了一种我们可以理解为类似哲学研究的方法。亚里斯多德在柏拉图的基础上，建立了基于历史经验证据的研究方法。
在古罗马统治时期，著名历史学家欧里庇得斯、蒂托·李维和普魯塔克记录了罗马共和国的兴起，以及其他国家的历史和起源，同时象恺撒和西塞罗等政治家为我们提供了罗马共和国和帝国的战争和政治生活画面。这个时代的政治学研究关注于理解历史，治理方法和政府运作方式。
随着罗马帝国的衰落，政治研究的领域蔓延开来。西方传统上的一神教兴起，特别是基督教为政治和政治行为打开了新的空间。在中世纪，对政治的研究遍及教会和法庭。圣奥古斯丁的《上帝之城》一类的著作将当时的哲学和政治传统与基督教相融合，重新定义了宗教与政治的界限。大部分有关政府与宗教的问题在这一时期得到辩论和澄清。

#### 經濟學

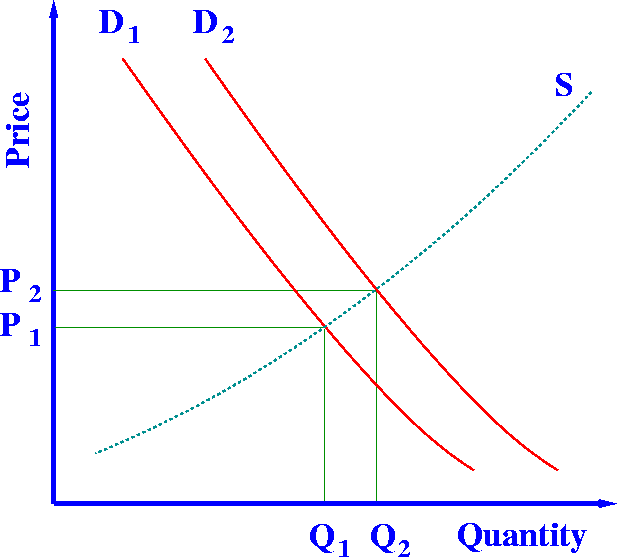
供求模型

古典經濟學的基礎是來自亚当·斯密於1776年出版的《國富論》。亚当·斯密批評重商主義，提倡“分工”的自由貿易體系。它假定有一隻“看不見的手”藉由個人追求自身利益而使得巨大的經濟體系得以自我規範。馬克思建立了一個替代的經濟體系，叫做“馬克思經濟學”（Marxian economics）。馬克思經濟學是以勞動價值理論為基礎來運作的，並假設商品的價值主要是來自於生產時所需勞力的投入。在此假設之下，“資本主義”的雇主就未付出足夠的報酬合於勞工所生產的利益。而奧地利經濟學派則認為實業家才是經濟發展的驅動力，並利用供給和需求來取代勞動價值理論。
在1920年代，凯恩斯主張區分總體經濟學及個體經濟學。在凱恩斯主義架構之下，總體經濟學趨向個人造成"整體"的經濟學選擇。政府應提升對商品的總體需求來刺激經濟擴張。在第二次世界大戰時，米爾頓·傅利曼創造了貨幣主義的概念。貨幣主義關注使用金錢的供給與需求來作為控制經濟活動的方法。在1970年代，貨幣主義轉變為供給面經濟學，是以減稅作為增加貨幣流通量進而促使經濟擴張的方法。
其他的經濟學派還有新古典派經濟學及新凱恩斯經濟學等等。新古典派經濟學是從1970年代開始形成，強調以穩固的個體經濟學基礎發展總體經濟學。新凱恩斯經濟學某些程度來說是創造來回應新古典派經濟學，處理需要被央行或是政府所控制的市場無效率現象。

### 新兴學科
20世纪，一些跨学科科学领域逐渐形成，例如以下三个领域最为典型：
通信科学结合生物通信、信息论、市场学、公共关系学、电子通信以及其他通信学科。
计算机科学建立在理论语言学、离散数学和电子工程基础上，研究计算的本质和极限。它包括计算理论、计算复杂度、数据库、计算机网络、人工智能、计算机硬件设计等子学科。相对于软件工程，计算机科学更强调其数学理论基础，后者则强调程序和软件设计的实践。
材料科學植根于金属学、矿物学和晶体学，同时结合了化学、物理和一些工程学科。材料科学研究金属、陶瓷、塑料、半导体和合金等材料。

### 引用
1. ↑  Thomas Woods, How the Catholic Church Built Western Civilization, (Washington, DC: Regenery, 2005), ISBN 978-0-89526-038-3
2. ↑  W. C. Dampier Wetham, Science, in Encyclopædia Britannica, 11th ed. (New York: Encyclopedia Britannica, Inc, 1911）; M. Clagett, Greek Science in Antiquity (New York: Collier Books, 1955); D. Pingree, Hellenophilia versus the History of Science, Isis 83, 559 (1982); Pat Munday, entry "History of Science," New Dictionary of the History of Ideas (Charles Scribner's Sons, 2005).
3. ↑  Matsuoka, Yoshihiro; Vigouroux, Yves; Goodman, Major M.; Sanchez G., Jesus; Buckler, Edward; Doebley, John. . Proceedings of the National Academy of Sciences. April 30, 2002, 99 (9): 6080–6084  [2012-10-20]. Bibcode:2002PNAS...99.6080M. PMC 122905 . PMID 11983901. doi:10.1073/pnas.052125199. （原始内容存档于2012-01-06）.
4. ↑  Sean B. Carroll (May 24, 2010）,"Tracking the Ancestry of Corn Back 9,000 Years" New York Times （页面存档备份，存于）.
5. ↑  Francesca Bray (1984), Science and Civilisation in China VI.2 Agriculture pp 299, 453 writes that teosinte, 'the father of corn' helps the success and vitality of corn when planted between the rows of its 'children', maize.
6. ↑  Hoskin, Michael. . Bognor Regis, UK: Ocarina Books. 2001. ISBN 0-9540867-1-6.
7. ↑  See Homer's Odyssey 4.227–232 （页面存档备份，存于） '[The Egyptians] are of the race of Paeeon [(physician to the gods)]'
8. ↑  See, for example Joseph Needham（1974, 1976, 1980, 1983）and his co-authors, Science and Civilisation in China, V, Cambridge University Press, specifically:
  - Joseph Needham and Lu Gwei-djen (1974), V.2 Spagyrical Discovery and Invention: Magisteries of Gold and Immortality
  - Joseph Needham, Ho Ping-Yu [Ho Peng-Yoke], and Lu Gwei-djen (1976), 	V.3 Spagyrical Discovery and Invention: Historical Survey, from Cinnabar Elixirs to Synthetic Insulin
  - Joseph Needham, Lu Gwei-djen, and Nathan Sivin (1980), V.4	Spagyrical Discovery and Invention: Apparatus and Theory
  - Joseph Needham and Lu Gwei-djen (1983), V.5 Spagyrical Discovery and Invention: Physiological Alchemy
9. ↑  . www.angelfire.com.   [2021-01-27]. （原始内容存档于2020-12-03）.
10. ↑  Paul Hoffman, The man who loved only numbers: the story of Paul Erdös and the search for mathematical truth, (New York: Hyperion), 1998, p.187. ISBN 978-0-7868-6362-4
11. ↑  . Translated by Walter Shewring. Oxford University Press. May 1998: 40. ISBN 0-19-283375-8. In Egypt, more than in other lands, the bounteous earth yields a wealth of drugs, healthful and baneful side by side; and every man there is a physician; the rest of the world has no such skill, for these are all of the family of Paeon. Authors list列表中的|first1=缺少|last1= (帮助)
12. ↑   (PDF). July 2011. （原始内容 (PDF)存档于2008-04-07）.
13. ↑  .   [2012-10-20]. （原始内容存档于2020-03-17）.
14. ↑  Lloyd, G. E. R.  "The development of empirical research", in his Magic, Reason and Experience: Studies in the Origin and Development of Greek Science.
15. ↑  Sambursky 1974，第3,37頁 called the pre-Socratics the transition from mythos to logos
16. ↑  F. M. Cornford, Principium Sapientiae: The Origins of Greek Philosophical Thought, (Gloucester, Mass., Peter Smith, 1971), p. 159.
17. ↑  Arieti, James A. Philosophy in the ancient world: an introduction, p. 45  （页面存档备份，存于）. Rowman & Littlefield, 2005. 386 pages. ISBN 978-0-7425-3329-5.
18. ↑  Dicks, D.R. . Ithaca, N.Y.: Cornell University Press. 1970: 72–198. ISBN 978-0-8014-0561-7.
19. ↑  De Lacy O'Leary（1949）, How Greek Science Passed to the Arabs, London:  Routledge & Kegan Paul Ltd., ISBN 978-0-7100-1903-5
20. ↑  .   [2012-10-20]. （原始内容存档于2018-05-10）.
21. ↑  Bisht, R. S. . Possehl, Gregory L. (ed.)  (编). . New Delhi: Oxford and IBH Publishing Co. 1982: 113–124.
22. ↑  Pickover, Clifford. . Oxford University Press US. 2008: 105. ISBN 978-0-19-533611-5.
23. ↑  Mainak Kumar Bose, Late Classical India, A. Mukherjee & Co., 1988, p. 277.
24. ↑  Ifrah, Georges. 1999. The Universal History of Numbers : From Prehistory to the Invention of the Computer, Wiley. ISBN 978-0-471-37568-5.
25. ↑  O'Connor, J.J. and E.F. Robertson. 2000. 'Indian Numerals' （页面存档备份，存于）, MacTutor History of Mathematics Archive, School of Mathematics and Statistics, University of St. Andrews, Scotland.
26. ↑  George G. Joseph（1991）. The crest of the peacock. London.
27. 1 2  Sarma (2008), Astronomy in India
28. ↑  George G. Joseph (2000). The Crest of the Peacock: Non-European Roots of Mathematics, p. 408. Princeton University Press.
29. ↑  Coppa, A.; Bondioli, L.; Cucina, A.; Frayer, D. W.; Jarrige, C.; Jarrige, J. -F.; Quivron, G.; Rossi, M.; Vidale, M. . Nature. 2006-04, 440 (7085): 755–756  [2021-01-27]. ISSN 0028-0836. doi:10.1038/440755a. （原始内容存档于2021-02-27） （英语）.
30. ↑  Pullaiah. . Daya Books. 2006: 83. ISBN 978-81-89233-20-4.
31. ↑  C. S. Smith, A History of Metallography, University Press, Chicago（1960）; Juleff 1996; Srinivasan, Sharda and Srinivasa Rangnathan 2004
32. ↑  Needham, Joseph (1986). Science and Civilization in China: Volume 3, Mathematics and the Sciences of the Heavens and the Earth. Taipei: Caves Books Ltd. Page 208.
33. ↑  Plutarch, Life of Caesar 49.3.
34. ↑  Abd-el-latif（1203）: "the library which 'Amr ibn al-'As burnt with the permission of 'Umar."
35. ↑  Europe: A History, p 139. Oxford: Oxford University Press 1996. ISBN 978-0-19-820171-7
36. ↑  Linda E. Voigts, "Anglo-Saxon Plant Remedies and the Anglo-Saxons", Isis, 70 (1979): 250-268; reprinted in Michael H. Shank, The Scientific Enterprise in Antiquity and the Middle Ages, Chicago: Univ. of Chicago Pr., 2000, pp. 163-181. ISBN 978-0-226-74951-8.
37. ↑  Faith Wallis, Bede: The Reckoning of Time, Liverpool: Liverpool Univ. Pr., 2004, pp. xviii-xxxiv. ISBN 978-0-85323-693-1.
38. ↑  Robert Briffault（1928）. The Making of Humanity, p. 190-202. G. Allen & Unwin Ltd.
39. ↑  Sameen Ahmed Khan, Arab Origins of the Discovery of the Refraction of Light;
Roshdi Hifni Rashed (Picture) Awarded the 2007 King Faisal International Prize, Optics & Photonics News (OPN, Logo), Vol. 18, No. 10, pp. 22-23 (October 2007).
40. ↑  Bradley Steffens (2006), Ibn al-Haytham: First Scientist, Morgan Reynolds Publishing, ISBN 978-1-59935-024-0.
41. ↑  Introduction to Algorithms, Chapter 1
42. ↑  S. Pines. . Isis. 1964, 55 (3): 343–349 （英语）.
43. ↑  Toby Huff. . Cambridge University Press. 2003年: 第326頁. ISBN 0-521-52994-8 （英语）.
44. ↑  Edward Rosen. . Journal of the History of Ideas. 1985, 46 (1): 13–31 （英语）.
45. ↑  Roshdi Rashed. . Arabic Sciences and Philosophy. 2007, 17: 7–55 （英语）.
46. 1 2  F. Jamil Ragep. . Science in Context. 2001, 14 (1-2): 145–163 （英语）.
47. ↑  Seyyed Hossein Nasr. . Belknap Press of the Harvard University Press. 1964年: 第135–136頁 （英语）.
48. ↑  George Saliba. . Columbia University. 1999年  [10-11-2009]. （原始内容存档于2008-01-15） （英语）.
49. ↑  Lindberg, David C. . Isis. 1967, 58 (3): 321–341. PMID 4867472. doi:10.1086/350266.
50. ↑  Faruqi, Yasmeen M. . International Education Journal. 2006, 7 (4): 391–396.
51. ↑  Akbar S. Ahmed. . 1984年: 第9–10頁 （英语）.
52. ↑  Akbar Ahmed. . Middle East Journal. 2002, 56 (1) （英语）.
53. ↑  H. Mowlana. . Cooperation South Journal. 2001, 1 （英语）.
54. ↑  I. M. Oweiss. . New York University Press. 1988年: 第112–128頁. ISBN 0-88706-698-4 （英语）.
55. ↑  Mohamad Abdalla. . Islam & Science. 2007, 5 (1): 61–70 （英语）.
56. ↑  Salahuddin Ahmed. . C. Hurst & Co. Publishers. 1999年. ISBN 1-85065-356-9 （英语）.
57. ↑  Dr. S. W. Akhtar. . Al-Tawhid: A Quarterly Journal of Islamic Thought & Culture. 1997, 12 (3) （英语）.
58. ↑  James D. Watson and Francis H. Crick.  "Letters to Nature: Molecular structure of Nucleic Acid." Nature 171, 737–738 (1953).

## 外部連結
- A History of Science, Vols 1–4 （页面存档备份，存于）, online text
- MIT STS.002 – Toward the Scientific Revolution （页面存档备份，存于）. From MIT OpenCourseWare, class materials for the history of science up to and including Isaac Newton.
- MIT STS.042 – Einstein, Oppenheimer, Feynman: Physics in the 20th Century （页面存档备份，存于）. Class materials for the history of physics in the 20th century.
- Contributions of 20th century Women to Physics ("CWP") （页面存档备份，存于）
- The official site of the Nobel Foundation（页面存档备份，存于）. Features biographies and info on Nobel laureates
- The Institute and Museum of the History of Science in Florence, Italy